# Lasse Boesen
Lasse Motzkus Boesen, né le 18 septembre 1979 à Vamdrup, est un ancien handballeur danois évoluant au poste d'arrière gauche. Il est champion d'Europe 2008.

## Palmarès

### En sélection nationale
Championnat du monde
- Médaille d'argent du Championnat du monde 2011,  Suède
- Médaille de bronze du Championnat du monde 2007,  Allemagne

Championnat d'Europe
- Médaille d'or du Championnat d'Europe 2008,  Norvège
- Médaille de bronze du Championnat d'Europe 2002,  Suède

Jeux olympiques
- 7e place aux Jeux olympiques de 2008 à Pékin
- 6e place aux Jeux olympiques de 2012 à Londres

### En club
Compétitions internationales
- Finaliste de la Ligue des Champions en 2006
- Vainqueur de la Coupe des vainqueurs de coupe (1) : 2004

Compétitions nationales
- Vainqueur du Champion du Danemark (5) : 2001, 2002, 2003, 2014 et 2015
- Vainqueur de la Coupe du Danemark (3) : 1998, 2001, 201
- Vainqueur du Championnat d'Espagne (1) : 2005
- Vainqueur de la Supercoupe d'Espagne (1) : 2005-2006
- Finaliste de la Coupe ASOBAL en 2005, 2006 et 2007